# 孟加拉国—马来西亚关系
孟加拉国－马来西亚关系（爪夷文：هوبوڠن بنجلاديش–مليسيا）是指孟加拉国和马来西亚的双边关系。马孟兩國分别都在對方首都达卡和吉隆坡设有高级专员公署。雙方均為英联邦、伊斯兰合作组织、发展中8国和不结盟运动成员国。马来西亚也是于1971年承认孟加拉国独立的首批国家之一。
两国双边贸易金额于2012达到11.9亿美元。也因两国关系深厚，马来西亚也是孟加拉国主要的外资投资国之一。

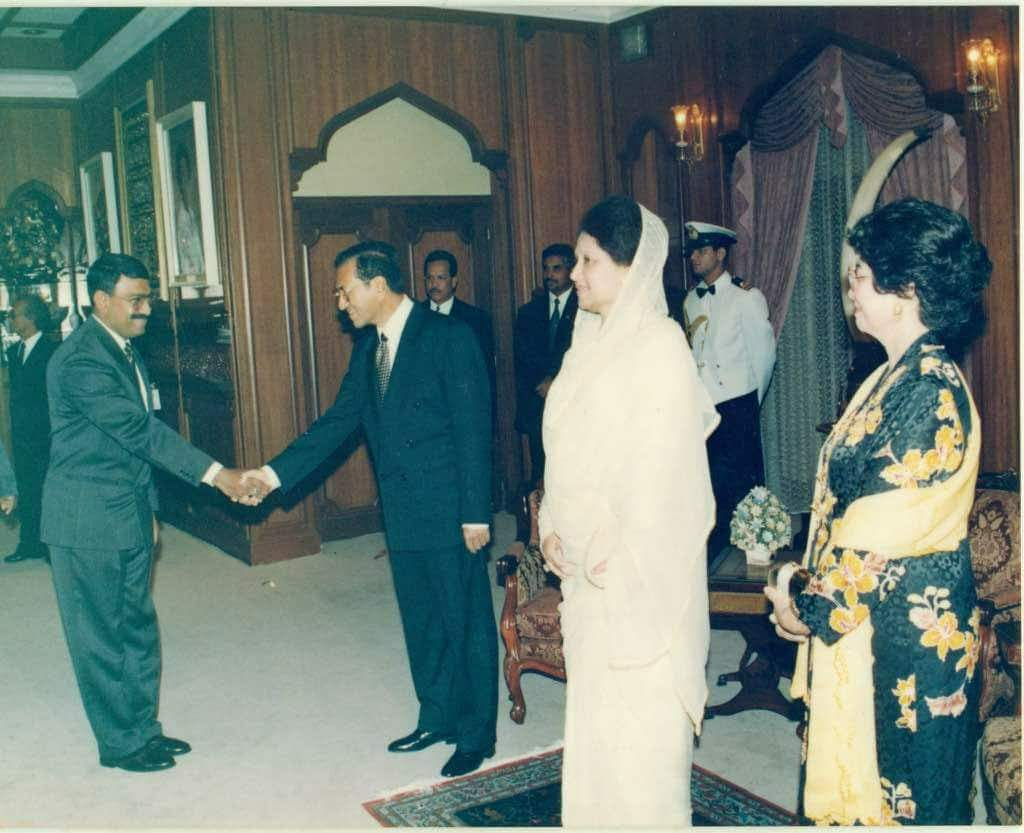
1994年10月12日马来西亚首相马哈迪·莫哈末夫妇在吉隆坡与孟加拉总理卡莉达·齐亚（右二）和其秘书穆罕默德·摩萨达克·阿里（左一）会面

## 历史
马来西亚和其邻国印度尼西亚于1972年2月24日正式承认孟加拉国的独立，也是首批承认孟国的穆斯林居多国家。1999年，马来西亚首相马哈迪·莫哈末曾经访问孟加拉国，同时孟加拉国总理谢赫·哈西娜也于2000年访问马来西亚。两次访问使得两国开始进行合作，使孟加拉国劳工能够出口至马来西亚。

## 劳工课题
2007年，上百名孟加拉国移工因大马雇主无法缴付外劳费用而被滞留于机场，马来西亚政府受此影响宣布禁止引入该国移工。对此，孟加拉国工人在吉隆坡举行示威游行，要求大马政府提供付款和更好的条件，而这个课题后来也获得解决。马来西亚政府曾经在1999年也禁止孟劳来马，不过2007年以后放宽要求让300,000名孟加拉国工人得以在马来西亚工作。然而孟加拉国工人也在马来西亚引起了不少社会问题，其中有部分孟加拉人参与了诸如强奸和偷竊等犯罪。在2009至2012年间，马来西亚政府不再引入孟加拉国劳工，不过许多孟劳仍通过各种非法途径来马来西亚工作。截至2013年，马来西亚共有超过320,000孟劳于各个领域任职。
到了2014年，馬來西亞內閣决定让孟劳可以从事各种经济活动，除了种植业。

## 经济关系
两国双边关系通过经济领域获得加强。2012年时，两国签署一份諒解備忘錄，以共同建设未来孟加拉国最长的公路铁路两用大桥－博多桥不仅如此，两国也计划推展自由貿易協定，以促进孟加拉国的制药、服装和旅游业，马来西亚也能从孟加拉国政府提出的未来基础设施项目中受益。马来西亚也是继印度和巴基斯坦之后，孟加拉国的第三大外资，许多马来西亚公司参与了该国通讯、发电、陶瓷和金融领域的投资，总价值达到5.5886亿令吉。自2010年以来，每个马来西亚孟劳总共寄回了30亿令吉给住在孟加拉国的家人，比印度尼西亚（29亿）、尼泊尔（19亿）、印度（6.25亿）和菲律宾（5.61亿令吉）来的多。马来西亚向孟加拉国出口的前五名产品包括精炼石油产品、棕榈油、化工产品、钢铁和电气及电子产品，而孟加拉国的主要进口商品则有纺织品和服装、精炼石油产品、蔬菜、加工食品、海鲜以及电气及电子产品。